# 罗代斯
罗代斯（法語：Rodès，法語發音：[ʁɔdɛs] ⓘ）是法国东比利牛斯省的一个市镇，属于普拉德区。

## 地理
罗代斯（42°39'26"N, 2°33'43"E）面积18.11 平方千米，位于法国奧克西塔尼大區东比利牛斯省，该省份为法国大陆部分最南部的省份，涵盖了北加泰罗尼亚，北起奥德省，西接阿列日省和安道尔，南与西班牙接壤，东临地中海。
与罗代斯接壤的市镇（或旧市镇、城区）包括：蒙塔尔巴堡、泰特河畔伊耶、布勒泰内尔、布勒达蒙、格洛里亚讷、里加尔达、万萨、阿布索尔斯、塔雷拉克、特雷维亚克。
罗代斯的时区为UTC+01:00、UTC+02:00（夏令时）。

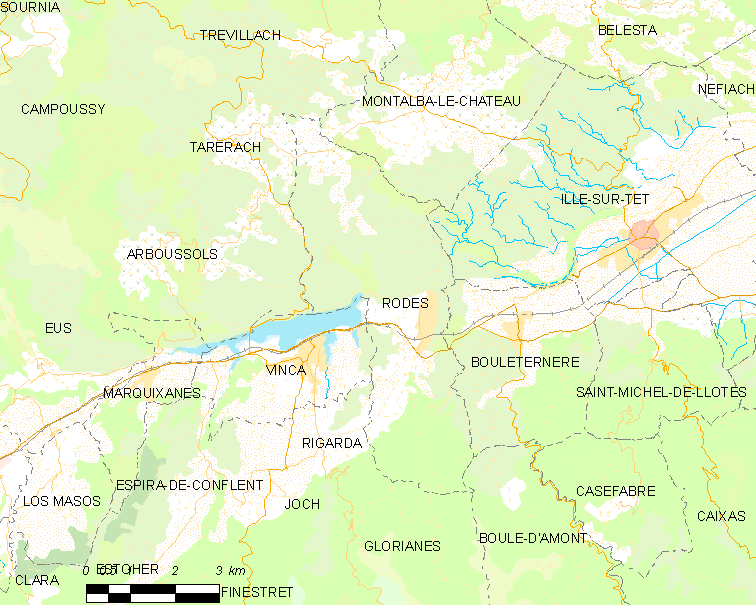
罗代斯的OSM定位图

## 行政
罗代斯的邮政编码为66320，INSEE市镇编码为66165。

## 政治
罗代斯所属的省级选区为勒卡尼古县。

## 人口

1962-2008年间罗代斯人口变化图示

罗代斯于2022年1月1日时的人口数量为717人。